# Peresvet (couraçado)
O Peresvet (Пересвет) foi um couraçado pré-dreadnought operado pela Marinha Imperial Russa e a primeira embarcação da Classe Peresvet, seguido pelo  Oslyabya e Pobeda. Sua construção começou em novembro de 1895 no Estaleiro do Báltico em São Petersburgo e foi lançado ao mar em maio de 1898, sendo comissionado na frota russa em agosto de 1901. Era armado com quatro canhões de 254 milímetros montados em duas torres de artilharia duplas, tinha um deslocamento de catorze mil toneladas e alcançava uma velocidade máxima de dezoito nós.
A embarcação foi designada para a Esquadra do Pacífico logo depois de entrar em serviço, tendo Porto Artur como base. Participou da Guerra Russo-Japonesa, estando presente na Batalha de Porto Artur em fevereiro de 1904 e sendo seriamente danificado na Batalha do Mar Amarelo em agosto. O Peresvet foi afundado pela artilharia japonesa em dezembro durante o Cerco de Porto Artur, sendo capturado pela Marinha Imperial Japonesa junto com outros quatro couraçados russos. Os japoneses o recuperaram e o comissionaram em sua frota com o nome Sagami (相模).
O Sagami foi reclassificado como um navio de defesa de costa em agosto de 1912. Foi vendido de volta para a Rússia em março de 1916 junto com outros navios antigos de guerra russos e renomeado de volta para seu nome original. Foi reclassificado novamente, desta vez como cruzador blindado, parando em Porto Saíde no início de 1917 enquanto fazia seu caminho de volta para a Rússia. O Peresvet acabou batendo em duas minas navais ao norte do porto em 4 de janeiro, originalmente colocadas pelo submarino alemão SM U-73, pegando fogo e afundando pouco depois.

## Características

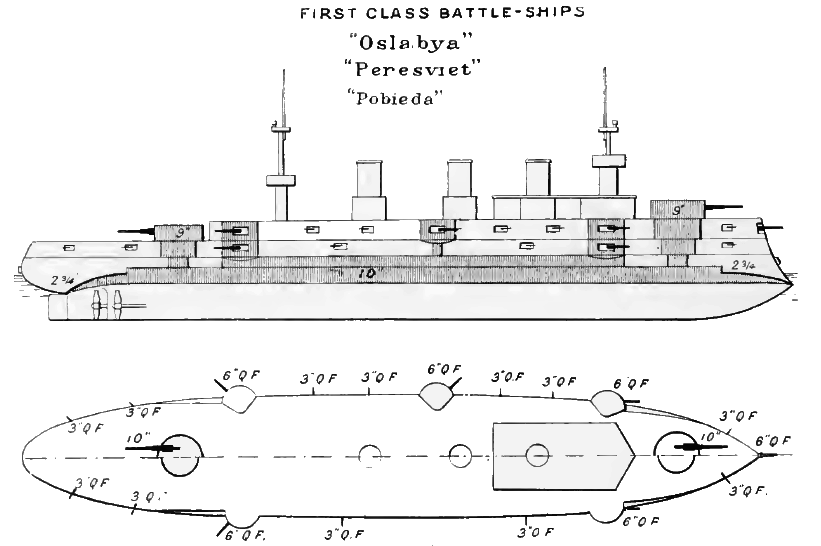
Desenho da Classe Peresvet

O projeto da Classe Peresvet foi inspirado pelos couraçados de segunda linha britânicos da Classe Centurion. Estes tinham a intenção de derrotarem possíveis navios corsários em tempos de guerra como os cruzadores blindados russos mais novos, assim a Classe Peresvet foi concebida com o objetivo de apoiar os cruzadores. Este papel enfatizava alta velocidade e autonomia em detrimento de armamento e blindagem pesadas.
O Peresvet tinha 132,4 metros de comprimento de fora a fora, uma boca de 21,79 metros e um calado de oito metros. Foi projetado para ter um deslocamento de 12 877 toneladas, mas foi finalizado com um sobrepeso de 1,2 duas mil toneladas e seu deslocamento era na realidade de 14 032 toneladas. Seu sistema de propulsão consistia em trinta caldeiras Belleville que alimentavam três motores verticais de tripla-expansão. Estes tinham uma potência indicada de 14,7 mil cavalos-vapor (10,8 mil quilowatts) para uma velocidade máxima de dezoito nós (33 quilômetros por hora). Entretanto, o navio alcançou 18,44 nós (34,15 quilômetros por hora) a partir de 14 738 cavalos-vapor (10 837 quilowatts) durante seus testes marítimos. Podia carregar até 2 090 toneladas de carvão, o que proporcionava uma autonomia de 6,2 mil milhas náuticas (11,5 mil quilômetros) e uma velocidade de dez nós (dezenove quilômetros por hora). Sua tripulação era formada por 27 oficiais e 744 marinheiros.
Sua bateria principal consistia em quatro canhões Padrão 1891 calibre 45 de 254 milímetros montados em duas torres de artilharia duplas, uma à vante e outra à ré da superestrutura. O armamento secundário tinha onze canhões Canet Padrão 1892 calibre 45 de 152 milímetros em casamatas nas laterais do casco e na proa abaixo do castelo de proa. Também haviam várias armas menores para defesa contra barcos torpedeiros: vinte canhões Padrão 1892 calibre 50 de 75 milímetros, vinte canhões Hotchkiss de 47 milímetros e oito canhões Hotchkiss de 37 milímetros. Também era equipado com cinco tubos de torpedo de 381 milímetros, mais 45 minas navais para proteção de ancoradouros.
O cinturão principal de blindagem do Peresvet era feito de aço Harvey e tinha entre 102 e 229 milímetros de espessura. Ele tinha 2,4 metros de altura, dos quais 91,4 centímetros foram projetados para ficar acima da linha de flutuação, porém devido ao seu sobrepeso apenas 35,6 centímetros ficavam realmente fora d'água quando o navio estava em deslocamento normal, enquanto em deslocamento carregado o cinturão ficava totalmente submerso, com sua única proteção sendo um cinturão superior com apenas 102 milímetros. A proteção das torres de artilharia era feita de aço cimentado Krupp e suas laterais tinham 229 milímetros com tetos de 64 milímetros, enquanto o convés blindado tinha entre 51 e 76 milímetros.

## História
O Peresvet foi nomeado em homenagem a Alexander Peresvet, um monge do século XIV e um herói da Batalha de Culicovo de 1380. Seu batimento de quilha ocorreu em 21 de novembro de 1895 no Estaleiro do Báltico em São Petersburgo e foi lançado ao mar em 19 de maio de 1898. Entretanto, ele só foi ser finalizado em julho de 1901, tendo custado ao todo 10,54 milhões de rublos. O couraçado entrou em serviço em agosto, sendo enviado para Porto Artur na China em outubro. O navio encalhou no caminho em Langeland em 1º de novembro enquanto atravessava o Grande Belt na Dinamarca, porém aparentemente não foi seriamente danificado. Ao chegar em Porto Artur foi designado para a Esquadra do Pacífico e tornou-se a capitânia do contra-almirante príncipe Pavel Ukhtomski, o segundo em comando da esquadra.

### Guerra Russo-Japonesa

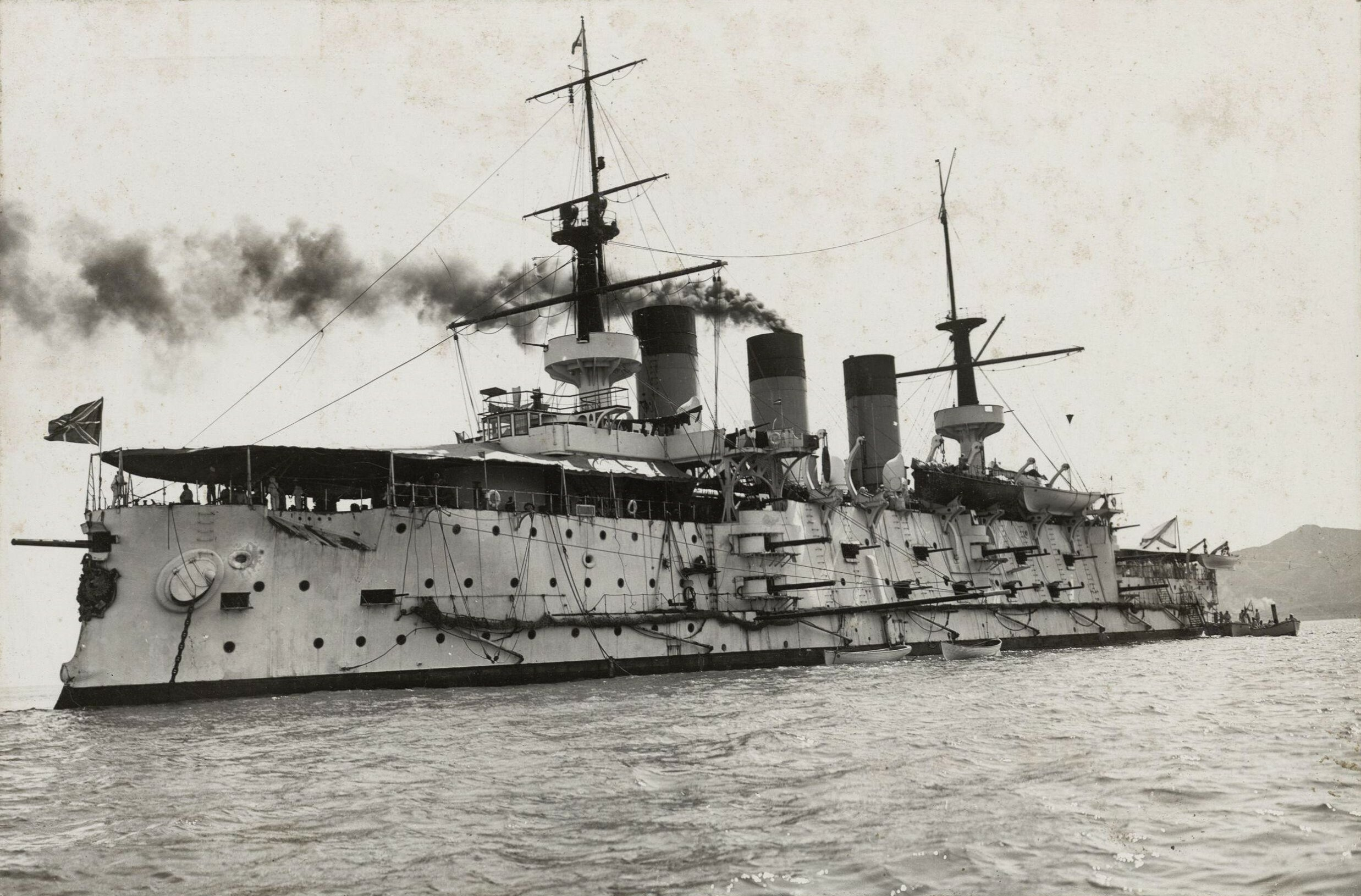
O Peresvet em Porto Artur c. 1901–04

Tanto a Rússia quanto o Japão, após a vitória japonesa na Primeira Guerra Sino-Japonesa em 1895, tinham ambições sobre a Manchúria e Coreia, resultando em tensões cada vez maiores entre os dois. Os japoneses iniciaram em 1901 negociações para reduzir essas tensões, porém o governo russo foi lento e incerto em suas respostas porque ainda não tinha decidido exatamente como resolver a questão. O Japão interpretou isso como uma prevaricação deliberada por parte da Rússia a fim de ganhar tempo para completarem seus programas armamentistas. A situação foi piorada pelo fato de que tropas russas não terem deixado a Manchúria em 1903 como prometido. O ponto sem volta para os japoneses ocorreu quando notícias surgiram que a Rússia tinha recebido concessões madeireiras na Coreia e estava se recusando a reconhecer os interesses do Japão na Manchúria, ao mesmo tempo que também colocava condições sobre atividades japonesas na Coreia. Estas ações fizeram o governo japonês decidir em dezembro de 1903 que uma guerra era inevitável. A Esquadra do Pacífico, enquanto as tensões cresciam, começou a atracar do lado de fora do porto de Porto Artur durante a noite a fim de reagir mais rapidamente caso os japoneses tentassem invadir e desembarcar tropas na Coreia.

#### Porto Artur

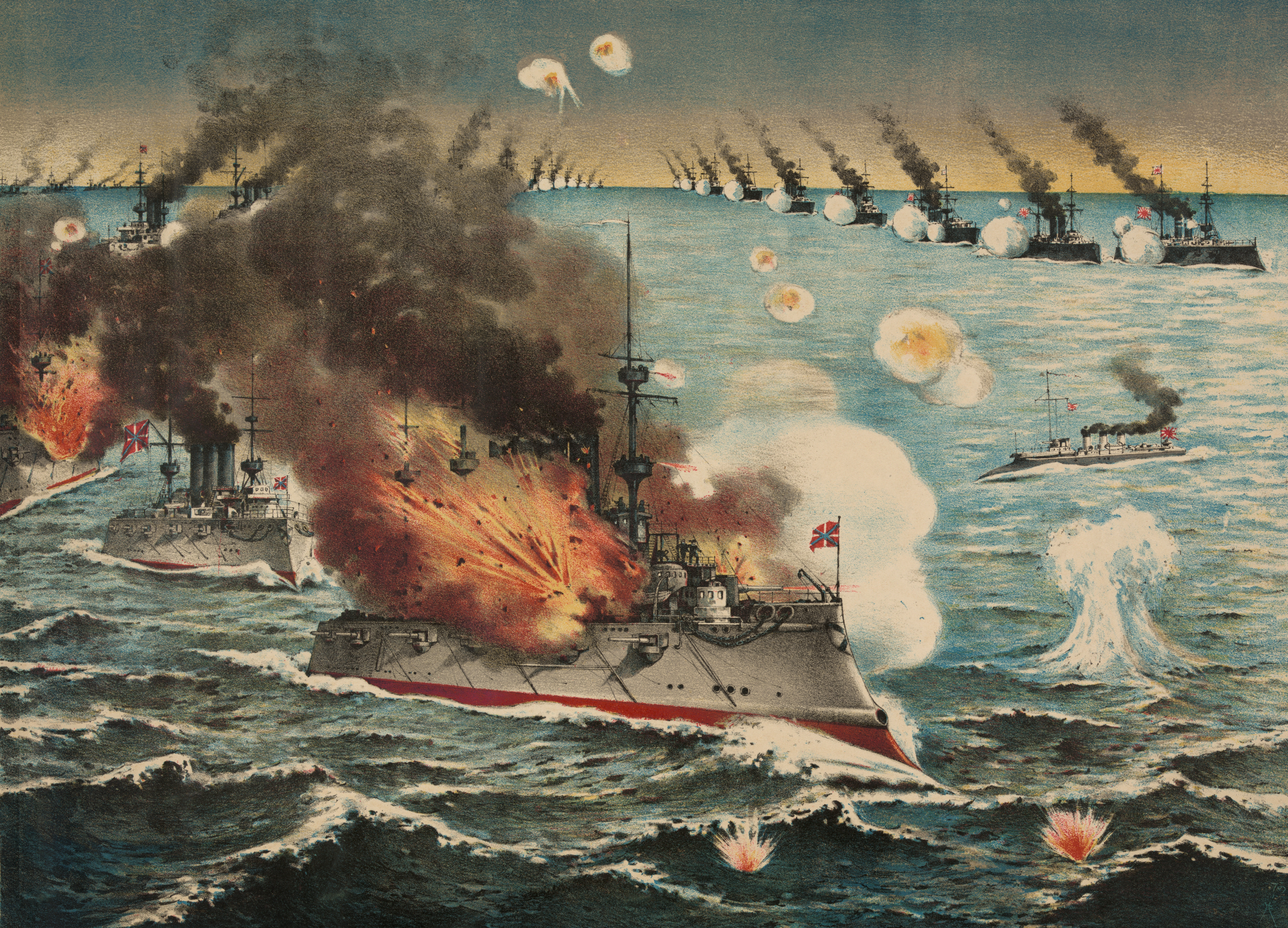
Gravura japonesa por Torajirō Kasai da frota japonesa atacando a frota russa na Batalha de Porto Artur

A Marinha Imperial Japonesa lançou um ataque surpresa contra a frota russa em Porto Artur na noite de 8 para 9 de fevereiro de 1904. O Peresvet não foi acertado no ataque inicial de barcos torpedeiros e fez parte da surtida que na manhã seguinte foi atacada pela Frota Combinada japonesa, comandada pelo vice-almirante Tōgō Heihachirō. Este esperava que o ataque surpresa seria muito mais bem-sucedido do que foi, antecipando que os russos estariam desorganizados e enfraquecidos, porém eles tinham se recuperado e estavam prontos. Os japoneses foram avistados pelo cruzador protegido Boyarin, que estava patrulhando próximo do porto e alertou as defesas. Tōgō escolheu atacar as baterias costeiras com seu armamento principal e os navios inimigos com a bateria secundária. Esta divisão foi uma decisão ruim, pois os canhões secundários japoneses pouco danificaram as embarcações russas, que concentraram todos os seus disparos no inimigo com algum efeito. O Peresvet foi acertado três vezes, mas foi apenas levemente danificado.
A embarcação juntou-se aos outros couraçados russos em 22 de março para dispararem indiretamente contra os navios japoneses que estavam bombardeando o porto. O Peresvet acidentalmente colidiu com o couraçado Sebastopol enquanto treinava fora de Porto Artur em 26 de março, sendo levemente danificado. Participou de uma ação em 13 de abril, quando Tōgō conseguiu atrair uma parte da Esquadra do Pacífico para fora do porto, incluindo o couraçado Petropavlovsk, a capitânia do vice-almirante Stepan Makarov. Este virou para voltar ao porto assim que avistou cinco couraçados japoneses se aproximando, porém o Petropavlovsk acabou batendo em uma mina que tinha sido colocada na noite anterior. O navio afundou em menos de dois minutos depois de uma explosão em um de seus depósitos de munição, com Makarov estando entre os mortos. Tōgō depois disso retomou as operações de bombardeio. O Peresvet acertou o cruzador blindado Nisshin dois dias depois enquanto este estava bombardeando Porto Artur.
A Esquadra do Pacífico partiu em 23 de junho em uma tentativa fracassada de chegar em Vladivostok. O contra-almirante Wilgelm Vitgeft, o substituto de Makarov no comando da esquadra, ordenou que as embarcações retornassem depois de encontrar a frota japonesa pouco depois do pôr do sol, pois não desejava enfrentar seus inimigos numericamente superiores em um combate noturno. O Peresvet bombardeou posições japonesas cercando Porto Artur em 28 de julho. Alguns de seus canhões foram removidos durante esse período com o objetivo de reforçar as defesas do porto. Ao todo teve três canhões de 152 milímetros, dois de 75 milímetros, dois de 47 milímetros e quatro de 37 milímetros removidos. Ele foi acertado em 9 de agosto por dois projéteis de 120 milímetros disparadas por uma bateria japonesa, mas causaram poucos danos.

#### Mar Amarelo
Vitgeft foi forçado a tentar novamente chegar em Vladivostok devido ao constante bombardeio japonês e uma ordem direta do imperador Nicolau II. A esquadra partiu na manhã de 10 de agosto, sendo avistada pelos cruzadores japoneses às 12h25min e interceptada pela Frota Combinada, resultando na Batalha do Mar Amarelo. O Peresvet era o quarto navio da linha de batalha russa, não sendo seriamente danificado durante a fase inicial do confronto. Suas gáveas foram destruídas às 18h00min e aproximadamente trinta minutos depois dois projéteis de 305 milímetros disparados pelo couraçado Asahi acertaram a torre de comando da capitânia Tsesarevich, matando Vitgeft e o timoneiro, ferindo seriamente seu capitão e fazendo a embarcação parar totalmente depois de executar uma virada acentuada. Os outros navios acharam que isto tinha sido uma manobra deliberada e executaram a mesma virada, precisando manobrar freneticamente para evitarem colidir com o estacionário Tsesarevich, incluindo o Peresvet.
Primeiro o couraçado Retvizan depois do Peresvet realizaram um avanço ousado contra os japoneses enquanto estes atacavam o Tsesarevich em uma tentativa de atrair os disparos para longe da capitânia. A linha japonesa imediatamente mudou seu alvo para os dois navios, danificando seriamente ambos e forçando-os a recuar. Ukhtomski deu sinal para que os russos retornassem para Porto Artur, mas o sinal foi difícil de discernir porque as bandeiras precisaram ser hasteadas dos corrimãos da ponte do Peresvet já que o navio estava sem o topo de seus mastros e assim as ordens foram apenas gradualmente reconhecidas. O couraçado foi atingido ao todo por 39 projéteis de diferentes tamanhos, com treze tripulantes sendo mortos e outros 69 feridos. Sua torre de artilharia de vante foi incapacitada e vários acertos próximos da linha de flutuação causaram inundações; compartimentos do fundo duplo precisaram ser inundados para restaurar um pouco de estabilidade. Reparos só foram finalizados em setembro.

#### Cerco

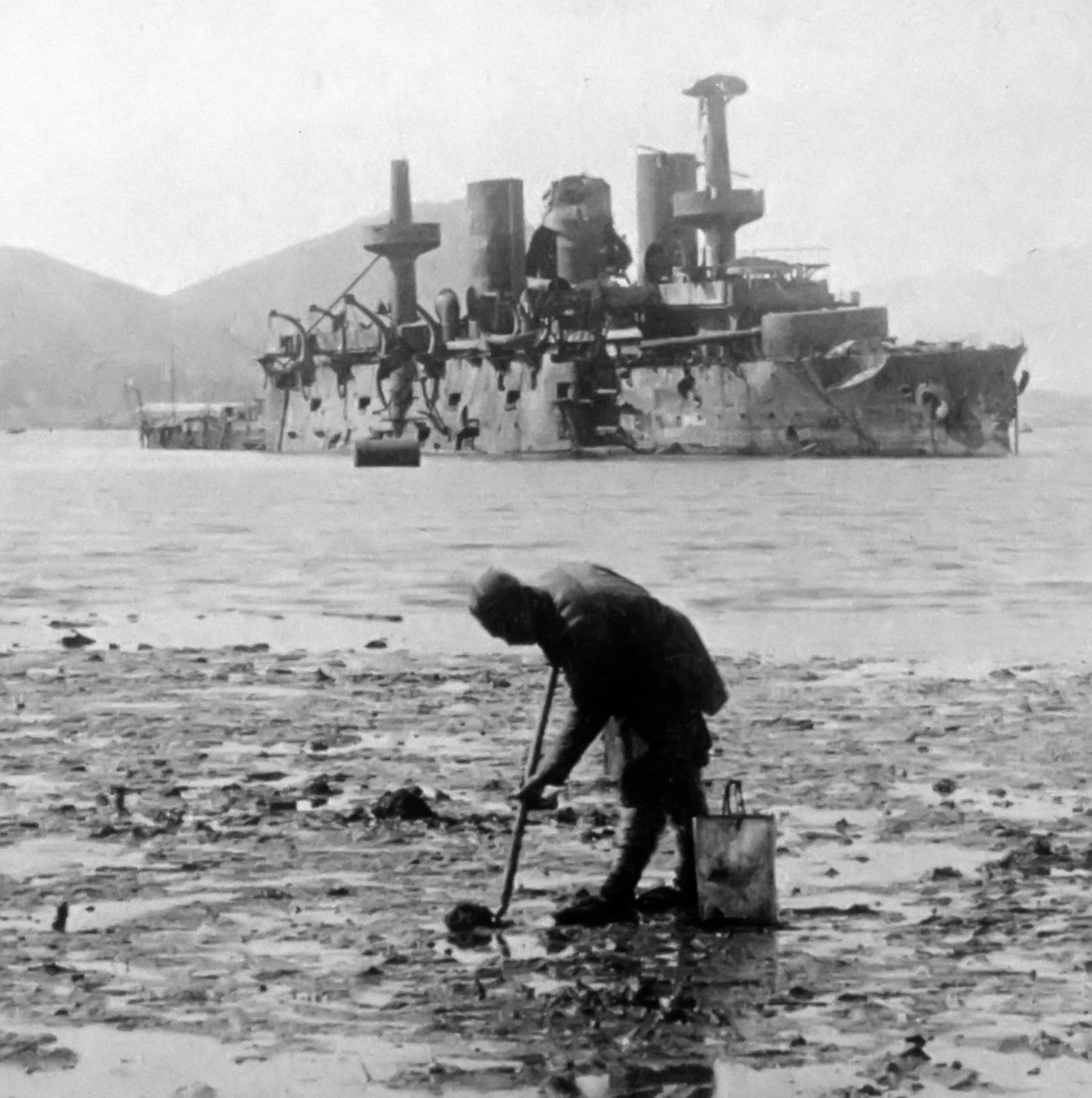
O Peresvet afundado em Porto Artur em 19 de junho de 1905

Os russos retornaram para Porto Artur em 11 de agosto e descobriram que a cidade estava cercada por forças do Exército Imperial Japonês. O contra-almirante Robert Viren, o novo comandante da Esquadra do Pacífico, decidiu usar seus homens e armas para reforças as defesas de Porto Artur, assim ainda mais canhões foram removidos dos navios. Tropas japonesas atacaram um morro que dava vista para o porto entre 20 e 22 de setembro, com o Peresvet, Retvizan, o couraçado Poltava e a canhoneira Bobr bombardeando as posições japonesas para apoiar as defesas do morro. Os japoneses começaram a disparar à esmo contra o porto em 30 de setembro, com o Peresvet sendo acertado por pelo menos seis projéteis de 150 e 120 milímetros. Foi acertado mais uma vez no dia seguinte. Ele foi atingido por nove projéteis de 280 milímetros em 2 de outubro que não penetraram seu convés blindado, mas acabaram causando danos consideráveis nas partes desprotegidas do navio. Tropas japonesas finalmente tomaram o morro em 5 de dezembro, permitindo que seus canhões de cerco disparassem diretamente contra as embarcações russas atracadas abaixo. O Peresvet foi acertado várias vezes e ele acabou deliberadamente afundado em água rasa no dia 7, mas sem danifica-lo seriamente, possivelmente nas esperança de enganarem os japoneses e fazê-los trocar de alvo.

### Carreira japonesa

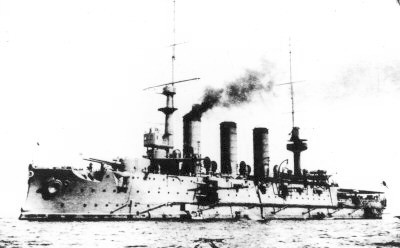
O Sagami em 1906

O Peresvet foi reflutuado pelos japoneses em 29 de junho de 1905 e navegou por conta própria até o Arsenal Naval de Sasebo, onde chegou em 25 de agosto. Foi renomeado para Sagami, em homenagem à antiga província homônima. Foi reclassificado como um couraçado de primeira linha e foi em 16 de setembro para o Arsenal Naval de Yokosuka. Seus reparos começaram em 30 de setembro e continuaram até 20 de julho de 1908, mas participou em 23 de outubro de 1905 de uma revista dos navios capturados.
Sua gávea de vante foi removida a fim de melhorar a estabilidade. Seu armamento passou a ser de quatro canhões de 254 milímetros, dez de 152 milímetros e dezesseis de 76 milímetros. Seus tubos de torpedo originais foram substituídos por dois tubos de 460 milímetros, enquanto sua tripulação passou a ser de 791 oficiais e marinheiros. O Sagami foi um dos navios que recepcionou a Grande Frota Branca dos Estados Unidos quando esta visitou o Japão em 1908. Ele frequentemente era usado como um navio "inimigo" durante exercícios anuais da frota. Foi reclassificado como um navio de defesa de costa da primeira linha em 28 de agosto de 1912.

### Retorno à Rússia

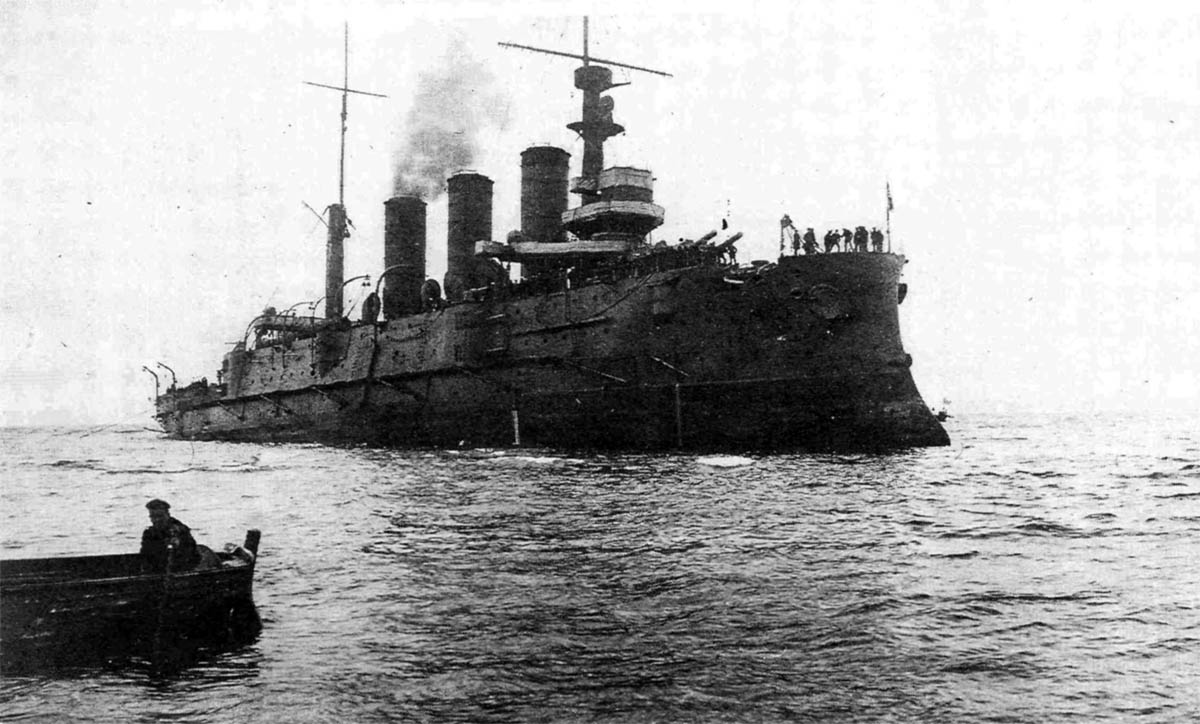
O Peresvet encalhado em Vladivostok em maio de 1916

O governo russo decidiu em 1916 reforçar sua força naval fora do Mar Báltico e Mar Negro. Nesta altura, Rússia e Japão eram aliados na Primeira Guerra Mundial, assim os japoneses venderam o Sagami e outros ex-navios russos de volta para seus antigos donos em março. A embarcação chegou em Vladivostok em 3 de abril, sendo renomeada de volta para Peresvet e reclassificada dois dias depois como um cruzador blindado. Encalhou em 23 de maio enquanto realizava testes marítimos, sendo reflutuado pela Marinha Imperial Japonesa em 9 de julho. O Peresvet chegou em 30 de julho no Arsenal Naval de Maizuru para reparos, partindo para a Europa em 18 de outubro. A intenção era que o navio servisse na Flotilha do Mar Branco e ele fez uma pausa em Porto Said no Egito para passar por reparos em seus maquinários. O navio bateu em duas minas navais colocadas pelo submarino alemão SM U-73 em 4 de janeiro de 1917, enquanto estava a dez milhas náuticas (dezenove quilômetros) ao norte de Porto Said. As minas abriram buracos à vante e na área das salas das caldeiras, com o Peresvet rapidamente pegando fogo e afundando. O número de mortos é dado entre 116 e 167.